# Keszthely
Keszthely (AFI: /ˈkɛst.hɛj/; em esloveno:  Blatenski Kostel; em croata:  Kestel ou Monoštor) é um município e cidade do condado de Zala, no oeste da Hungria, com 75,98 km² de área e 21 803 habitantes (dados de 2001). Situa-se na margem sudoeste do Lago Balaton.
Embora a área seja povoada desde, pelo menos o período romano, data da cultura de Keszthely, de língua romance panoniana, as primeiras evidências históricas da cidade de Keszthely datam de 1247. Desde 1421 que Keszthely é uma cidade de mercado, ou seja, estava autorizada a ter mercados.
Uma das principais atrações turísticas é o Palácio Festetics, construído em 1745 pela família Festetics em estilo barroco. A cidade alberga também o Museu Balaton, lugar de exposições geológicas e arqueológicas que mostram a história do Lago Balaton.
A Faculdade Georgikon de Agronomia da Universidade da Panónia está sediada em Keszthely.

## Cidades geminadas
- Eslováquia, Levoča
- Polónia, Stary Sącz
- Polónia, Łańcut
- Polónia, Piwniczna-Zdrój
- Polónia, Jędrzejów
- Eslovênia, Piran
- Alemanha, Boppard
- Países Baixos, Hof van Twente
- Chéquia, Litomyšl
- Chéquia, Turnov
- Turquia, Alanya